# 원시타페쿠아
원시타페쿠아(Tapecomys primus)는 비단털쥐과 목화쥐아과에 속하는 설치류의 일종이다. 모식 산지는 볼리비아 남동부 지역이다. 원시타페쿠아속 (Tapecomys)의 유일종이다. 1991년 볼리비아 타리하 주 타페쿠아 마을 근처, 해발 1500m의 숲 지역에서 두 점의 표본이 발견되었다. 그 후 모식 산지와 아르헨티나 북부 후후이주에서 몇 점의 표본이 추가로 발견되었다.